# Gyűrthegység
A gyűrthegységek felszíni képződmények, a Föld legfiatalabb hegységei, általában két kőzetlemez találkozásánál keletkeznek. A Föld jelenlegi gyűrthegységei a ma is aktív lemezszegélyek mentén alakultak ki. A gyűrthegységeket általában két hegységrendszerbe szokás sorolni: az Eurázsiai-hegységrendszerbe és a Pacifikus-hegységrendszerbe.

## Felszín
Felszínüket a külső erők még nem koptatták le, hegyes, sziklás csúcsok, éles,
csipkézett hegygerincek, meredek, szakadékos lejtők és mély hosszanti völgyek jellemzik.
A gyűrthegységekben egymással többnyire párhuzamos vonulatokat találunk.

## Keletkezések
A Középidő végén kezdtek el kialakulni, majd az Újidő harmadidőszakában tartott fejlődésük fő szakasza. A gyűrthegységek két kőzetlemez összeütközésével keletkeznek. Ennek a folyamatnak 3 típusa van:

### Óceáni-Óceáni lemez találkozik
Az óceáni kőzetlemezek ütközésekor az egyik a másik alá bukik, annak peremét megemelve szigetívet hoz létre. Ennek anyagát az alábukó kőzetlemez részben megolvadó darabjai szolgáltatják. A szigetívek külső oldalán mélytengeri árkok képződnek. Így keletkeztek pl. a Japán-szigetek és hegységei, valamint a Japán-árok.

### Szárazföldi-Óceáni lemez találkozik
Mivel a szárazföldi lemezek általában vastagabbak, de kisebb sűrűségűek, maguk alá gyűrik a nagyobb sűrűségű óceáni lemezt. Az alábukás során a tengeri üledék egy része felgyűrődik és a szárazföld pereméhez préselődik. A szárazföldi lemez meggyűrődik. A szárazföldi-óceáni lemezek ütközésekor az alábukó lemezek mentén mélytengeri árkok keletkeznek.

### Szárazföldi-Szárazföldi lemez találkozik
A szárazföldek területén húzódó lemezhatárok egykor óceáni medencék voltak, ahol tengeri üledék halmozódott fel. A lemezek egymáshoz közeledve kiszorították az óceánt, az üledékeket pedig felgyűrték. Így keletkezett Ázsiában például a Himalája

## Külső hivatkozások
http://www.kislexikon.hu/gyurthegyseg.html 